# Werlte (Emsland)
Werlte is een stad en gemeente in het landkreis Emsland in de Duitse deelstaat Nedersaksen. Tevens is de plaats bestuurszetel van de Samtgemeinde Werlte. Werlte telt 10.308 inwoners.

## Geografie
De stad ligt nabij de Mittelradde (een beek), oostelijk van de Eems en ten noorden van de Hase aan de oostkant van een heuvellandschap, dat bekend is onder de naam  Hümmling.
In de gemeente liggen drie natuurreservaten (Duits: Naturschutzgebiete): Theikenmeer, Bockholter Dose en Silbersee. In de jaren '70 van de 20e eeuw is het vogelreservaat Theikenmeer heringericht als een groot natuurgebied.
Werlte heeft een oppervlakte van in totaal 63,75 km².

## Plaatsen in de gemeente Werlte

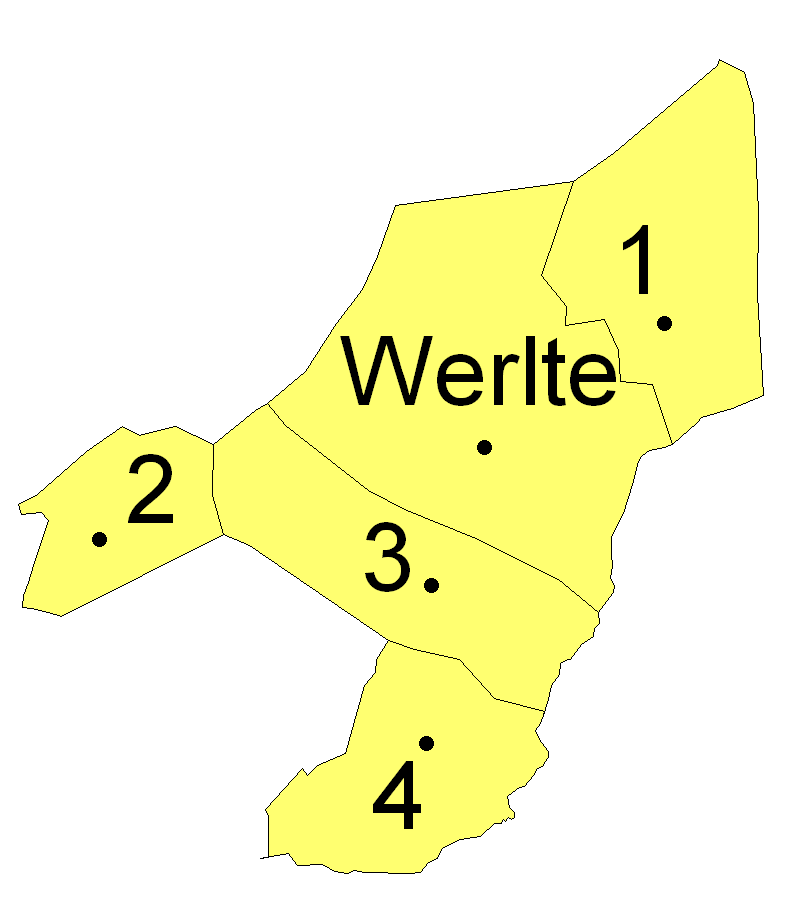
Werlte, stadsdelen

- 1. Bockholte (met Gut Einhaus)
- 2. Ostenwalde
- 3. Wehm (met Menschenberg)
- Werlte
- 4. Wieste

### Buurgemeenten
Buurgemeenten in het noorden zijn Lorup, Rastdorf en Vrees. In het oosten grenst de gemeente aan Lindern en Löningen in het Landkreis Cloppenburg. Ten zuiden van Werlte liggen de gemeenten Lähden, onderdeel van de Samtgemeinde Herzlake, en de gemeente Lahn. Ten westen liggen de gemeenten Sögel en Spahnharrenstätte, beide onderdeel van de Samtgemeinde Sögel.

## Verkeer, vervoer
Werlte is het eindpunt van een spoorlijntje naar Lathen. Hieroverheen rijden alleen goederentreinen. Werlte is uiterst karig met openbaar vervoer bedeeld. Er rijdt op werkdagen iedere twee uur een streekbus via Sögel naar Lathen, waar een station aan de lijn Emden-Rheine is. Alleen ten behoeve van scholieren is er verder beperkt busvervoer naar en van middelbare scholen in de omgeving. Binnen 25 km afstand is er verder geen spoorwegstation, waar ook reizigerstreinen stoppen.
Op 16 km zuidwaarts ligt Löningen en op 56 km noordwaarts Leer. Op 11 km westwaarts ligt Sögel, en nog 14 km verder ligt Lathen; op 17 km oostzuidoostwaarts ligt Lastrup. Werlte is het kruispunt van  de wegen naar genoemde plaatsen. Te Lastrup kan men linksaf de Bundesstraße 213 naar Cloppenburg (14 km) nemen.
Een probleem voor het verkeer is, dat de bij Fahrzeugwerk Krone geproduceerde aanhangers over de weg, op vrachtauto's, naar de klanten van dit bedrijf worden gereden, soms wel meer dan 100 per dag. De fabriek staat ten westen van het dorp. De trucks rijden door het dorp, en dan door  Lindern en Lastrup naar de B 213, wat regelmatig files en andere verkeersoverlast veroorzaakt.

## Geschiedenis
Er liggen meerdere hunebedden in Werlte, waarvan het Ganggrab von Ostenwalde net als De hoogen Steener tot de Straße der Megalithkultur behoort. Dat betekent, dat de streek rond Werlte reeds in de Jonge Steentijd door mensen bewoond werd, die dragers waren van de Trechterbekercultuur (3200-2500 v.C.).
De plaats Werlte werd voor het eerst schriftelijk vermeld in de 11e eeuw als Werlidde c.q. Werelithe en was in het bezit van de Abdij van Corvey. De plaats was aan dit klooster, evenals de andere plaatsen in de Hümmling, tiendplichtig. Daarna was Werlte tot  1152 deel van het Graafschap Ravensberg.
Werlte was van 1152 tot 1803 evenals de rest van de Hümmling onderdeel van het Nederstift Münster. In 1803 verviel het eerst aan het Hertogdom Arenberg, toen werd het deel van het Franse Keizerrijk (tussen 1810 en 1815), vervolgens hoorde het tussen 1815 en 1866 tot het koninkrijk Hannover, waarmee het in 1866 aan Pruisen verviel.
Van 1968 tot 2003 stond in Werlte de Hümmling-Kaserne, waar een Bundeswehr- transportbataljon was gelegerd. Tegelijk met de sluiting rond 1995 van twee kleine textielfabrieken ontstond er in Werlte tijdelijk grote leegstand en werkloosheid.
Door de herindelingswet voor het gebied Leer/Aschendorf-Hümmling werd de gemeente op 1 januari 1973 uitgebreid met de voormalige gemeenten Bockholte, Ostenwalde, Wehm en Wieste.
Op 22 maart 2017 verleende de regering van de deelstaat Nedersaksen aan Werlte het recht, zich stad te noemen.

## Economie
Belangrijk is de fabriek Fahrzeugwerk Krone met circa 900 werknemers. Er worden aanhangwagens en opleggers voor vrachtauto's gemaakt. Deze producten worden ook naar o.a. Nederland en België geëxporteerd. In de omgeving van Werlte profiteren enige  kleinere machinefabrieken van veel orders, die zij van dit bedrijf krijgen. De fabriek staat op het terrein van de voormalige Bundeswehr-kazerne.
De structuur van Werlte en omliggende gemeenten is verder hoofdzakelijk agrarisch. Werlte ontwikkelde zich door het zogenaamde Emslandplan in de afgelopen decennia tot een centrum voor kleinschalige industrie en er ontstond een regionaal winkelgebied. Het natuurschoon in de omgeving heeft in en om Werlte  ook enig toerisme teweeggebracht.

## Politiek
De gemeenteraad van Werlte heeft een omvang van 25 zetels die verdeeld zijn tussen de CDU (18) en
de SPD (7)

## Bezienswaardigheden
- De Sint-Sixtuskerk werd in 1832 in classicistische stijl gebouwd en tijdens de Tweede Wereldoorlog door een bombardement verwoest. In 1947 werd de kerk herbouwd. Binnen is een opvallende wandmozaïek aanwezig, die gebaseerd is op het bijbelboek Openbaring van Johannes.
- Werlte is het oostelijk eindpunt van de Hümmlinger Kreisbahn. De remise van deze museumspoorlijn is in en bij het voormalige stationsgebouw  gevestigd.
- Een andere bezienswaardigheid is de bovenkruier Kreutzmanns Mühle.
- Hunebed Ganggrab von Ostenwalde (Sprockhoff-Nr. 825) aan de Straße der Megalithkultur.
- Hunebed De hoogen Steener aan de Straße der Megalithkultur,  (Sprockhoff-Nr. 830): Dit ganggraf, 3 km noordelijk van Werlte stamt uit de jonge steentijd en is het vroegste bewijs van bewoning in het gebied. De grafkamer is in totaal 27,5 meter lang en is het grootste graf van dit type dat is gevonden. De stenen rondom het graf zijn verdwenen, terwijl de 39 draag- en 15 dekstenen grotendeels bewaard zijn gebleven.
- Natuurgebied Theikenmeer (250 hectare hoogveen met een meertje), 5 km ten westen van Werlte, aan de provinciale weg naar Sögel
- Natuurgebied Bockholter Dose tussen  Werlte en Vrees, 123 hectare vochtig hoogveen met enige percelen weiland en heide, wandelpad langs de rand van het gebied en uitzichttoren aanwezig.

## Afbeeldingen

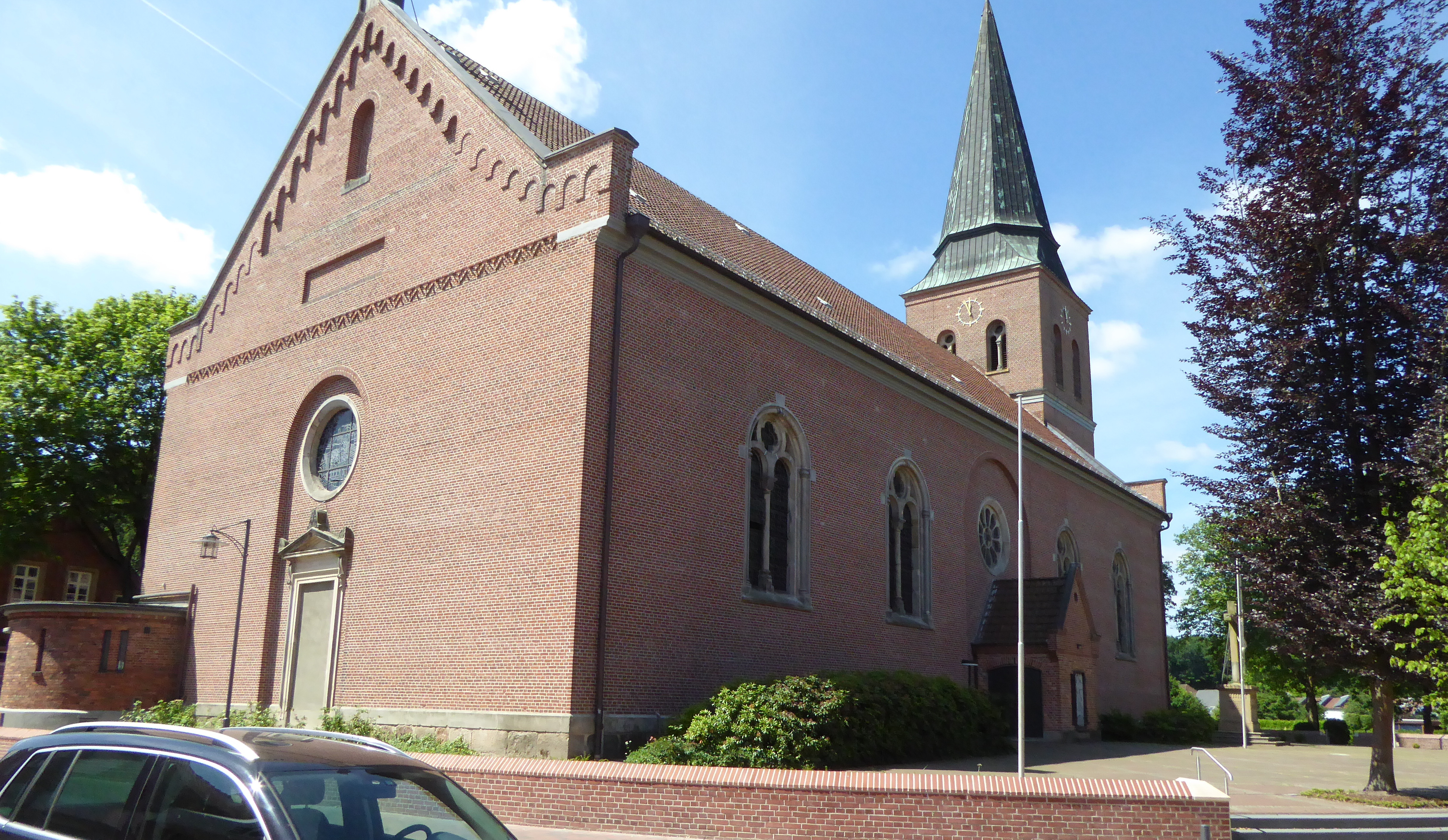
Sint-Sixtuskerk
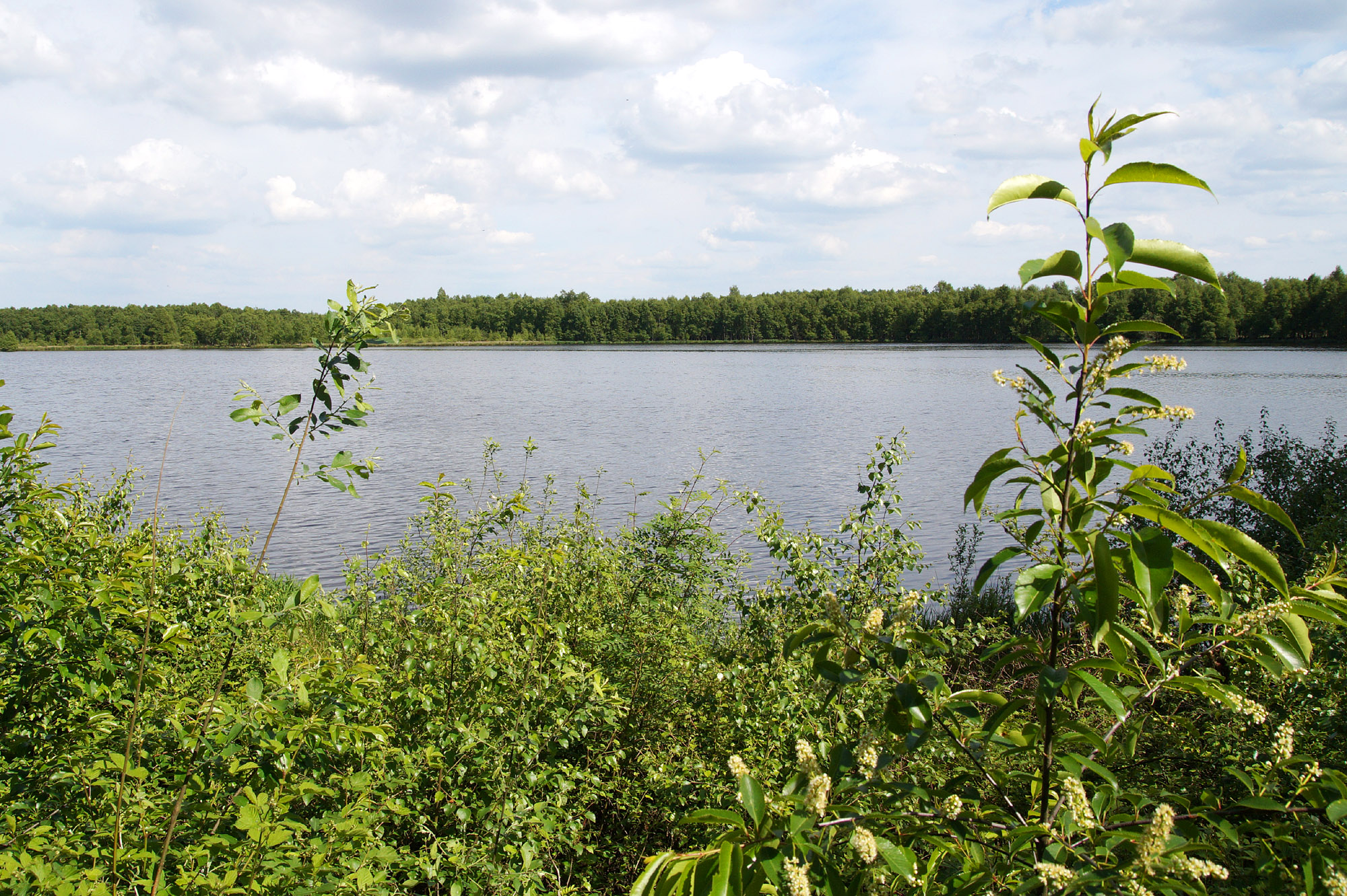
Natuurgebied Theikenmeer
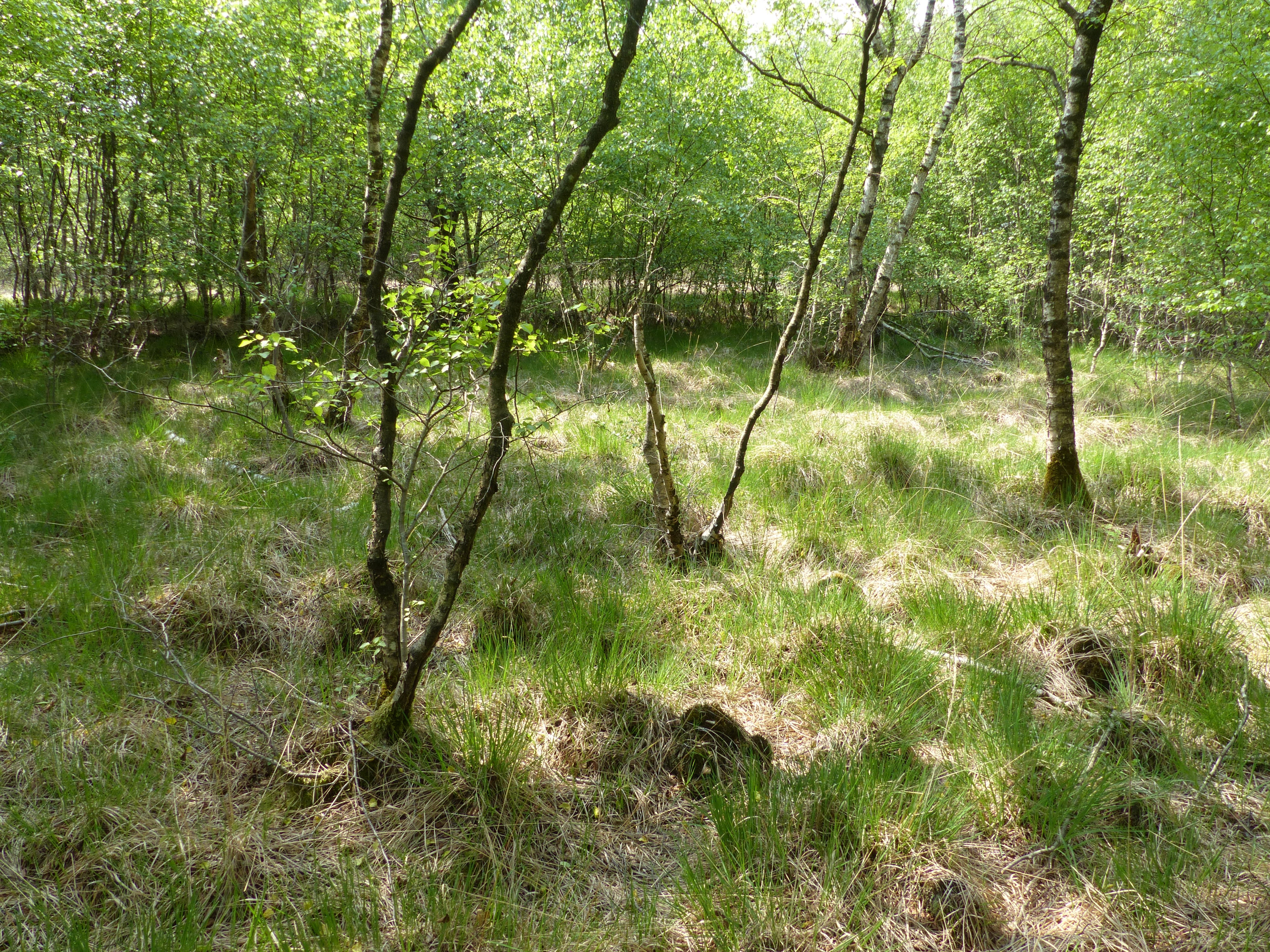
Moerasberkenbosje in natuurgebied Bockholter Dose
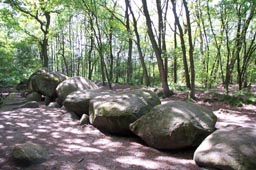
Hunebed De hoogen Steener
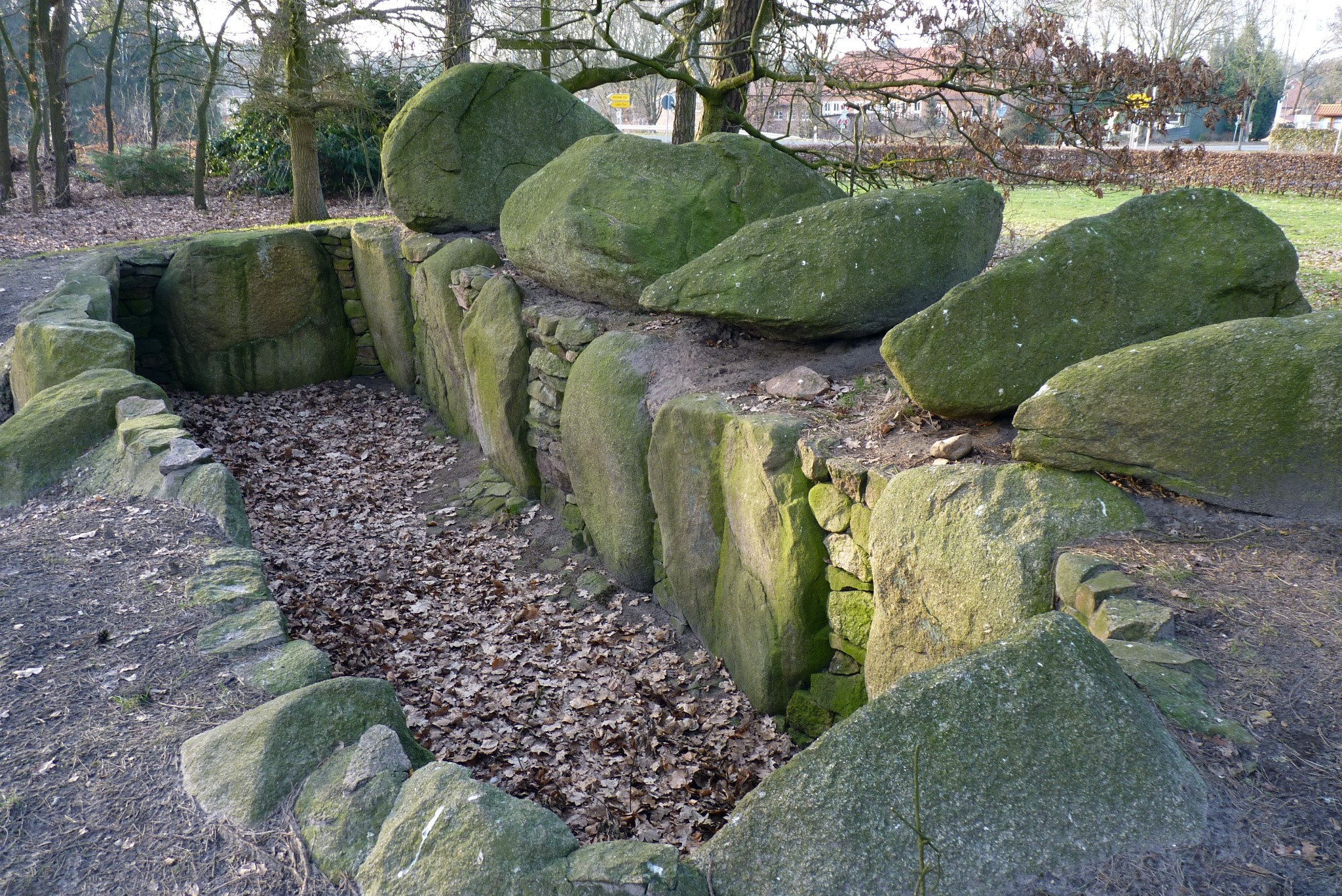
Ganggrab Ostenwalde
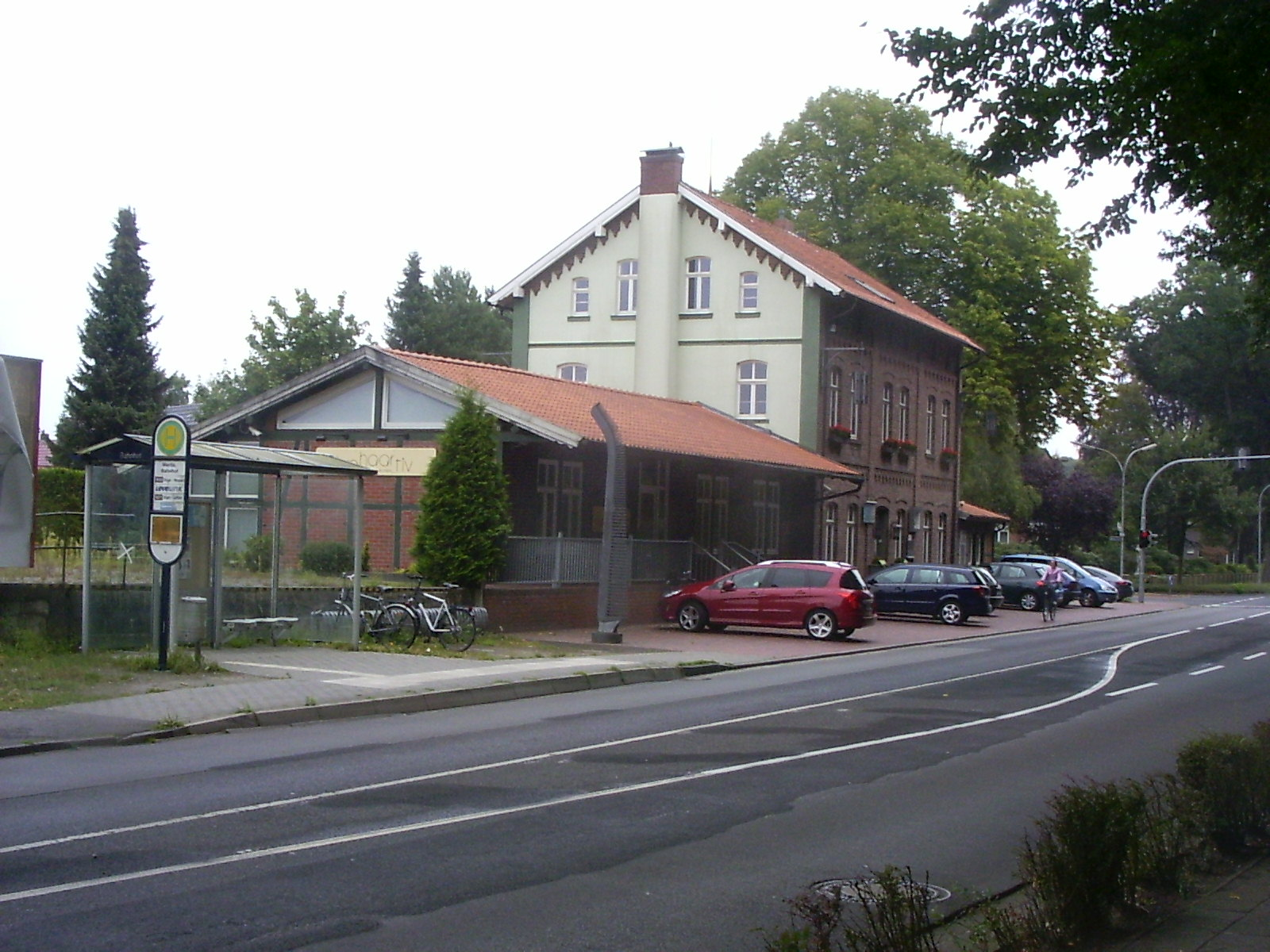
Voormalig stationsgebouw
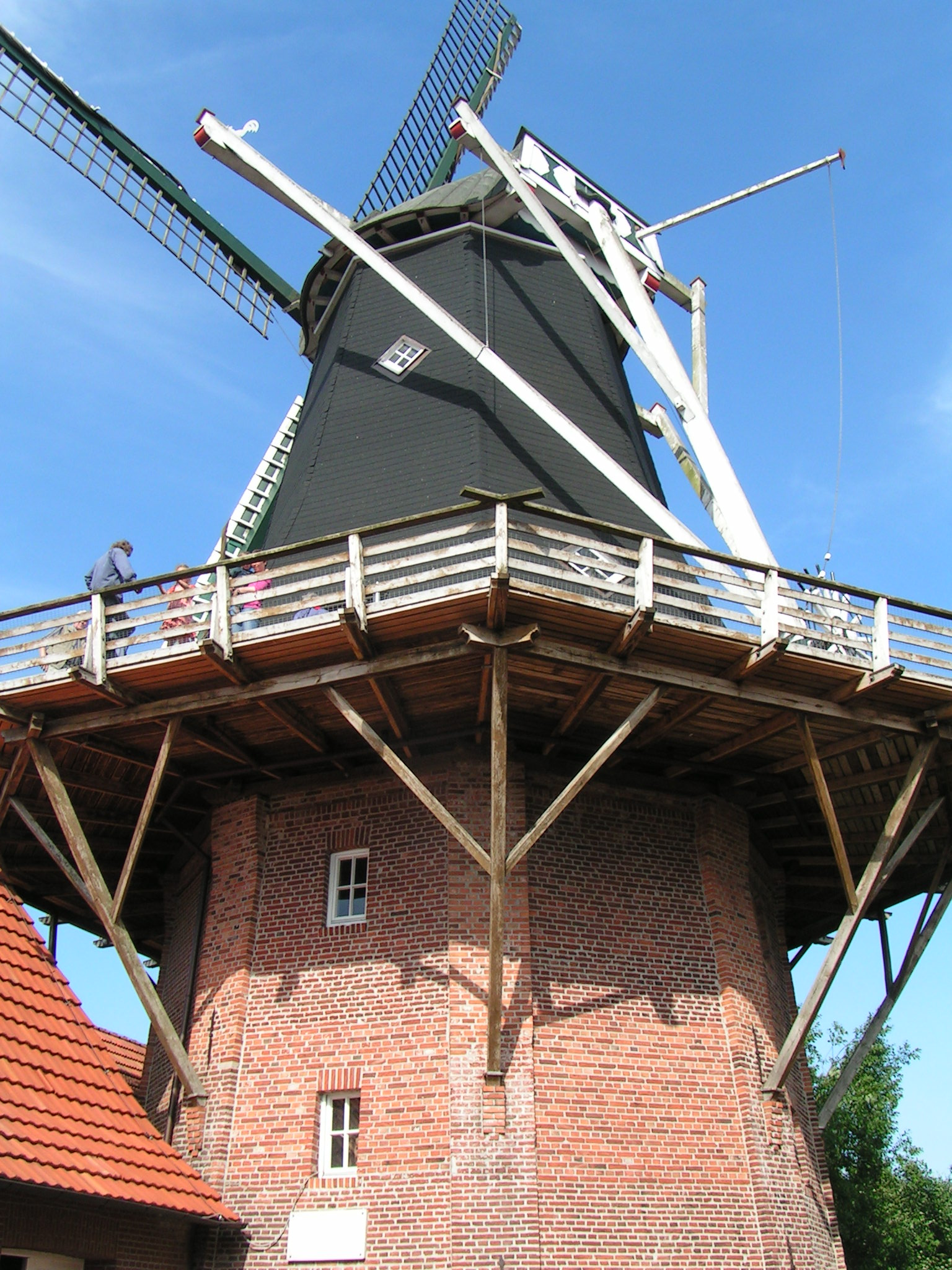
Kreutzmanns Mühle

## Partnergemeentes
- Lidzbark Warmiński (tot 1945: Heilsberg) in Polen

## Trivia
- Een culinaire specialiteit uit Werlte is de Bookweiten Janhinnerk, een pannenkoek (Nedersaksisch: Pannekauken) die gemaakt wordt van boekweitmeel en ei. Het geheel wordt geserveerd met appelmoes.